# Helinium

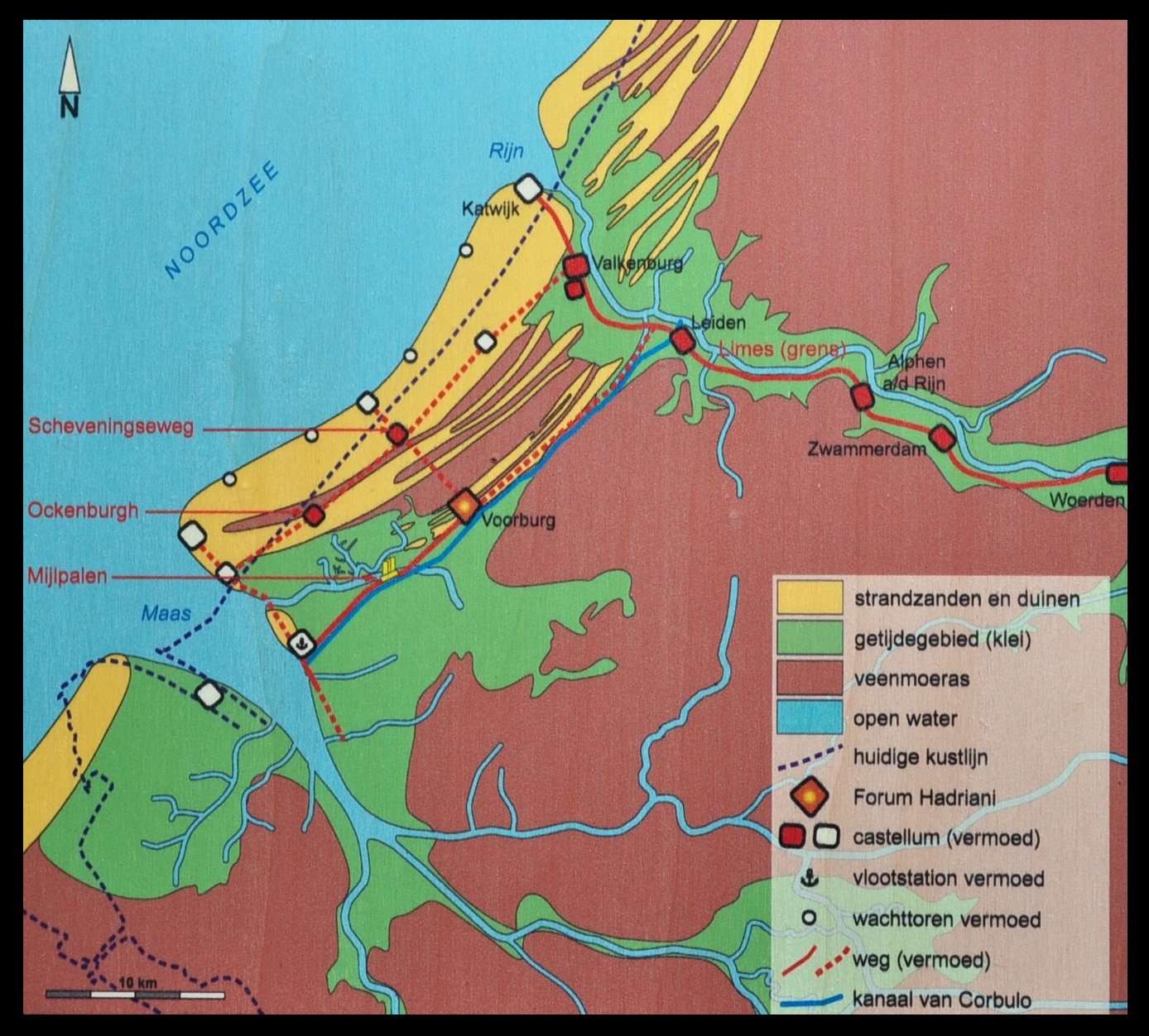
Maasmonding in de Romeinse tijd

Het Helinium is de naam van de brede monding van Maas en Waal in de Romeinse tijd. Tussen de Rijn in het noorden en de Schelde in het zuiden stroomden de Maas en Waal gezamenlijk via een breed estuarium tussen Hellevoetsluis en Naaldwijk in zee. Deze geweldig grote monding werd door de Romeinen het Helinium genoemd, een benaming die tot na de middeleeuwen in gebruik was.

## De grote rivieren ten tijde van het Romeinse Rijk
Ten tijde van het Romeinse Rijk was de (zuid)westkust van Nederland veel minder versnipperd dan nu. Op drie plaatsen was de duinenrij onderbroken door riviermonden. Behalve het Helinium waren dit in het zuiden de monding van de Schelde, die door de Oosterschelde (toen veel kleiner dan tegenwoordig) in de Noordzee uitmondde en in het noorden bij Katwijk aan Zee de monding van de Rijn, destijds de belangrijkste tak van de Rijn. Benoorden de Rijn waren er verschillende zeegaten, zoals het Oer-IJ (bij Castricum) en het Vlie, tussen de Waddeneilanden Vlieland en Terschelling.

## Naamgeving
Helinium is de vernederlandste aanduiding van een naam die in de Romeinse literatuur slechts eenmaal is overgeleverd. Plinius duidde met Helinium de rivier de Maas aan: hij noemt in zijn Naturalis historia Helinium en Flevum, waartussen zich de eilanden der Bataven bevinden.
Echter, Helinium zowel als Flevum werden door hem gebruikt in de verbogen vorm van de accusativus: .. , Marsaciorum, quae sternuntur inter Helinium ac Flevum, zodat de taalkundig correcte Latijnse namen van deze riviermondingen in de nominativus Helinius, respectievelijk Flevus zijn.